# W Serpentis
W Serpentis ist ein Doppelstern in einer Entfernung von etwa 3000 Lichtjahren. Er gehört zu den Bedeckungsveränderlichen Sternen. Teilweise wird er auch als Prototyp der W-Serpentis-Sterne behandelt. Mindestens einer der Sterne ist ein Riesenstern.
Möglicherweise durchlaufen W-Serpentis-Sterne durch Massentransfer mehrere Phasen, in denen sich die Spektren ändern und entsprechend auch die Einteilung, wodurch mehrere Klassen von veränderlichen Sternen einfach unterschiedliche Stadien der Sternentwicklung darstellen würden in diesen engen Doppelsternsystemen.